# Kamerconcert nr. 5 voor altviool en kamerorkest
Het Kamerconcert nr. 5 voor altviool en kamerorkest is een compositie van Vagn Holmboe.
Naast een serie genummerde symfonieën en strijkkwartetten schreef Holmboe ook een aantal genummerde kamerconcerten.
Kamerconcert nr. 5 volgde vrijwel direct op Kamerconcert nr. 4 voor pianotrio en kamerorkest; Kamerconcert nr. 6 voor viool en kamerorkest volgde vrijwel op nummer 5. Holmboe probeerde met dit concerto de positie van de altviool scherper neer te zetten (de altviool heeft een zachtere klank dan de viool) tegen over een groot kamerorkest; in dit geval meer een compleet symfonieorkest minus een aantal muziekinstrumenten. De uitgave van Dacapo Records vermeldt dat het opvallend is dat Béla Bartók, een van de componisten die Holmboe sterk beïnvloed heeft, niet veel later begon aan zijn overigens onvoltooide Altvioolconcert. Holmboe schreef een concerto met de klassieke indeling snel-langzaam-snel:
1. Allegro molto e con brio
2. Andante con moto (met cadens)
3. Vivace; solist en orkest moeten bijna constant spelen

De eerste uitvoering vond plaats op 14 februari 1945 door het Deens Radio Symfonieorkest onder leiding van Launy Grøndahl met solist Gunnar Frederiksen.
Orkestratie:
- solo altviool
- 2 dwarsfluiten, 2 hobo's, 2 klarinetten, 2 fagotten
- 2 hoorns, 2 trompetten
- pauken
- violen, altviolen, celli,  contrabassen

Concerto’sAltvioolconcert · Celloconcert · Concert voor blokfluit, strijkinstrumenten, celesta en vibrafoon · Concert voor orkest · Fluitconcert nr. 1 · Fluitconcert nr. 2 · Tubaconcert · Vioolconcert nr. 1 · Vioolconcert nr. 2
Kamerconcerto’sKamerconcert nr. 1 voor piano, strijkinstrumenten en pauken · Kamerconcert nr. 2 voor fluit, viool, strijkinstrumenten en percussie · Kamerconcert nr. 3 voor klarinet en kamerorkest · Kamerconcert nr. 4 voor pianotrio en kamerorkest · Kamerconcert nr. 5 voor altviool en kamerorkest · Kamerconcert nr. 6 voor viool en kamerorkest · Kamerconcert nr. 7 voor hobo en kamerorkest · Kamerconcert nr. 8 voor orkest · Kamerconcert nr. 9 voor viool, altviool en kamerorkest · Kamerconcert nr. 10 · Kamerconcert nr. 11 voor trompet en orkest · Kamerconcert nr. 12 voor trombone en orkest · Kamerconcert nr. 13 voor hobo, altviool en kamerorkest